# Сітілайт
Сітілайт (англ. city — місто, light — світло) — немає чіткого пояснення що це. Всі думають що це бігборд.
Це механізм побудований на основі полотна та світла.

## Характеристика
Сітілайт зазвичай має розміри 1870×1280×180 мм, однак вони можуть варіюватися в залежності від бажань замовника. Буває одностороннім і двостороннім; з площею для постера чи пустотою для створення інсталяцій.
Конструкція складається з таких елементів:
- рамка з металевого корпуса
- рекламна площа
- елементи внутрішнього освітлення (люмінісцентні лампи)
- захисні скляні чи пластикові дверцята
- металева опора
- підземні елементи підключення до електромережі
- закладна арматура (закріплення конструкції)

## Особливості рекламного носія
Сітілайт простий в обслуговуванні, для зміни рекламної інформації його можна легко відкривати без особливих зусиль і спеціальних навичок за допомогою спеціального ключа. Вони відносно недорогі. Завдяки внутрішньому підсвічуванню, інформацію видно в будь-який час доби. Вночі не тільки привертає увагу до реклами, але і фактично стає елементом дизайну міських вулиць.
Сітілайти можна використовувати в комплексній рекламній кампанії, як додатковий засіб. Також можна проводити рекламні кампанії тільки на основі сітілайтів, закуповуючи їх достатню кількість в місцях концентрації цільової аудиторії. Вони легко й органічно вписуються в будь-яке міське середовище. Їх можна встановити там, де не можна розмістити зовнішню рекламу інших форматів.
Встановлені на громадських зупинках сітілайти забезпечують тривалий контакт з людьми, які чекають транспорт; а вздовж доріг — контакт із водіями, які потрапили в затор.
Якість впливу на цільову аудиторію також забезпечується широкими можливостями, які надають сітілайти для розробки рекламного дизайну.
До мінусів сітілайтів можна віднести те, що вони мають відносно невеликий розмір і не дуже помітні з великої відстані, візуально «губляться» серед інших міських об'єктів і транспорту, схильні до забруднення в погану погоду і вандалізму.